# 藥學史
藥學史（英語：History of pharmacy）是在19世紀（大約1830年代）才開始被當作一門獨立的科學項目。自古以來，藥學在發展上一直被當作是醫學的一部分。藥學史與醫學史的發展相當吻合，但兩者並不相同。在學術領域，製藥受到非常廣泛的研究，但和藥物對世界的影響相比，與藥學相關的歷史資料卻相當稀少。在藥劑師的角色出現之前，已有配藥師傅，連同教士和醫師，一同從事照顧病患的工作。

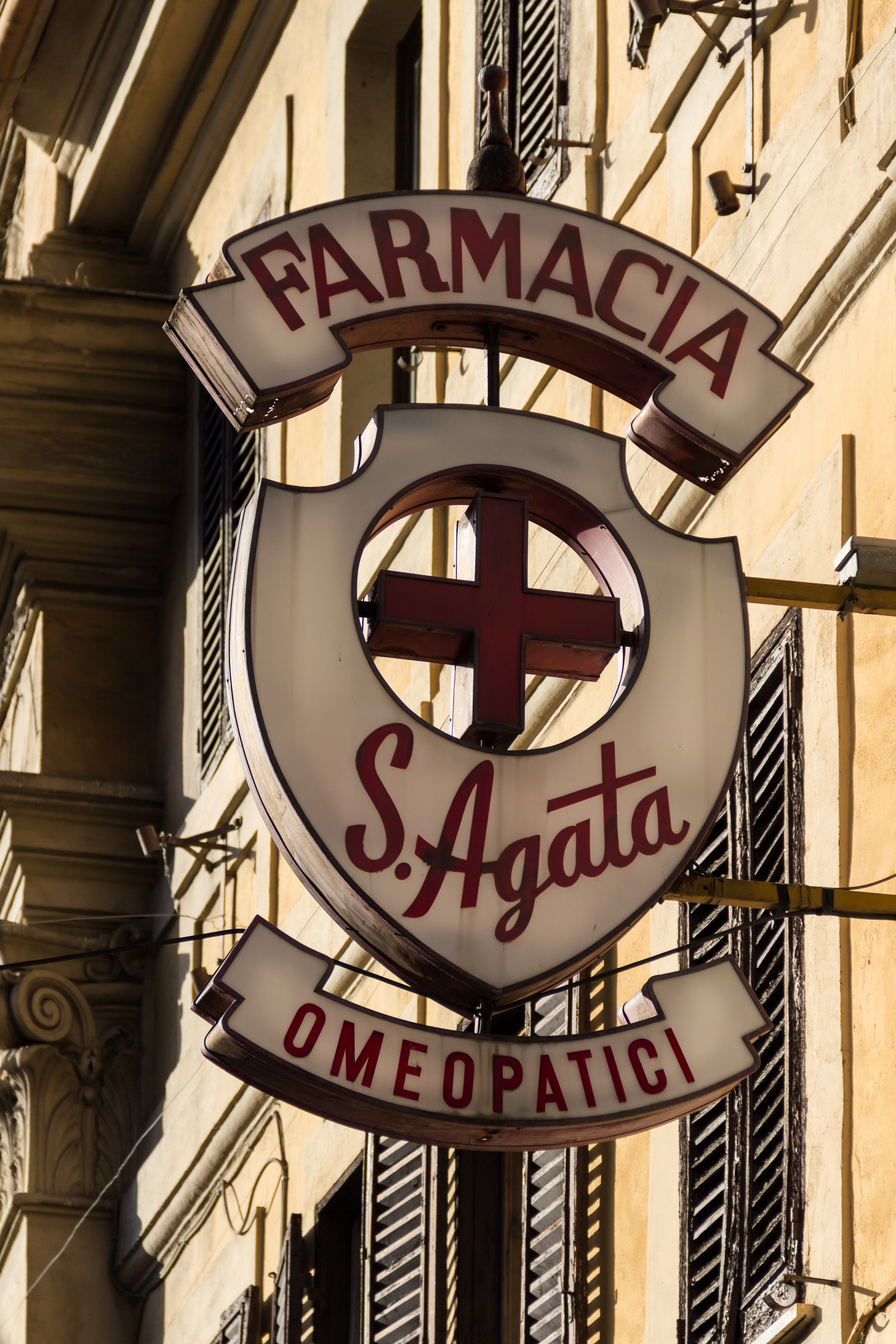
在義大利羅馬的一間藥房。

## 史前藥學
藥用植物的考古研究證明，史前人類就已經使用到藥用植物。
例如，在伊拉克北部庫德斯坦地區（Iraqi Kurdistan）的沙尼達爾洞穴中就發現有草藥的存在，在泰國北部的鬼神洞中發現有檳榔果（Areca catechu）的殘留物。:8史前人類根據本能，觀察鳥獸的行為來學習運用藥物的技術，用涼水、樹葉、塵土、或是濕泥當作舒緩劑。

## 古代
所謂古代史，根據歐洲歷史界的劃分，所包含的是從人類有書寫記錄開始，一直到後古代史時期（即第五世紀中世紀開始之前）的那段時間。

### 美索不達米亞和埃及
在美索不達米亞的蘇美爾人用楔形文字在泥板上把藥物處方記下(蘇美爾文明的開端可以追溯至公元前4,500年，在约公元前2000年结束）。古埃及的藥理知識散記在各種莎草紙製作的書寫材料上，例如公元前1,550年的埃伯斯紙草卷，包含有1,100頁，內有約800種處方，700種藥物（主要是植物），另外一份是在公元前1,600-1,700年間完成的醫學論文集-艾德溫·史密斯紙草文稿。
美索不達米亞人最初的文字記載，或是藥學著作都書寫在泥板上。一些文本包括配方、製粉、泡製、煮沸、過濾、和塗敷的說明；其中也提到草藥。在美索不達米亞的一個獨立城邦-巴比倫的遺跡中，留有當時關於藥房的線索。在當時有教士、醫生、和配藥師傅一起照顧病患。

### 希臘
在古希臘，醫生和草藥師傅兩者並不相同。草藥師傅負責提供原料（包括植物）給醫生製作藥物。根據愛德華·克雷默斯（Edward Kremers，威斯康辛大學麥迪遜分校藥學教授）和美國藥學史學者格倫·桑內德克（Glenn Sonnedecker）的說法，"在古希臘的希波克拉底（醫學史上傑出人物之一，今人多尊稱之為「醫學之父」）的時代之前、同一個時代、還有之後的時代，都有一批藥用植物專家。這些人物中最有代表性的是狄奧克勒斯 (卡魯斯圖斯)（公元前4世紀）。所有在泰奧弗拉斯托斯（公元前4世紀）和迪奥斯科里德斯（公元1世紀，這位先生是羅馬軍隊的希臘醫生）兩位時期之間的希臘藥物治療論文，都被認為曾引用過狄奧克勒斯 (卡魯斯圖斯)的作品內容。"

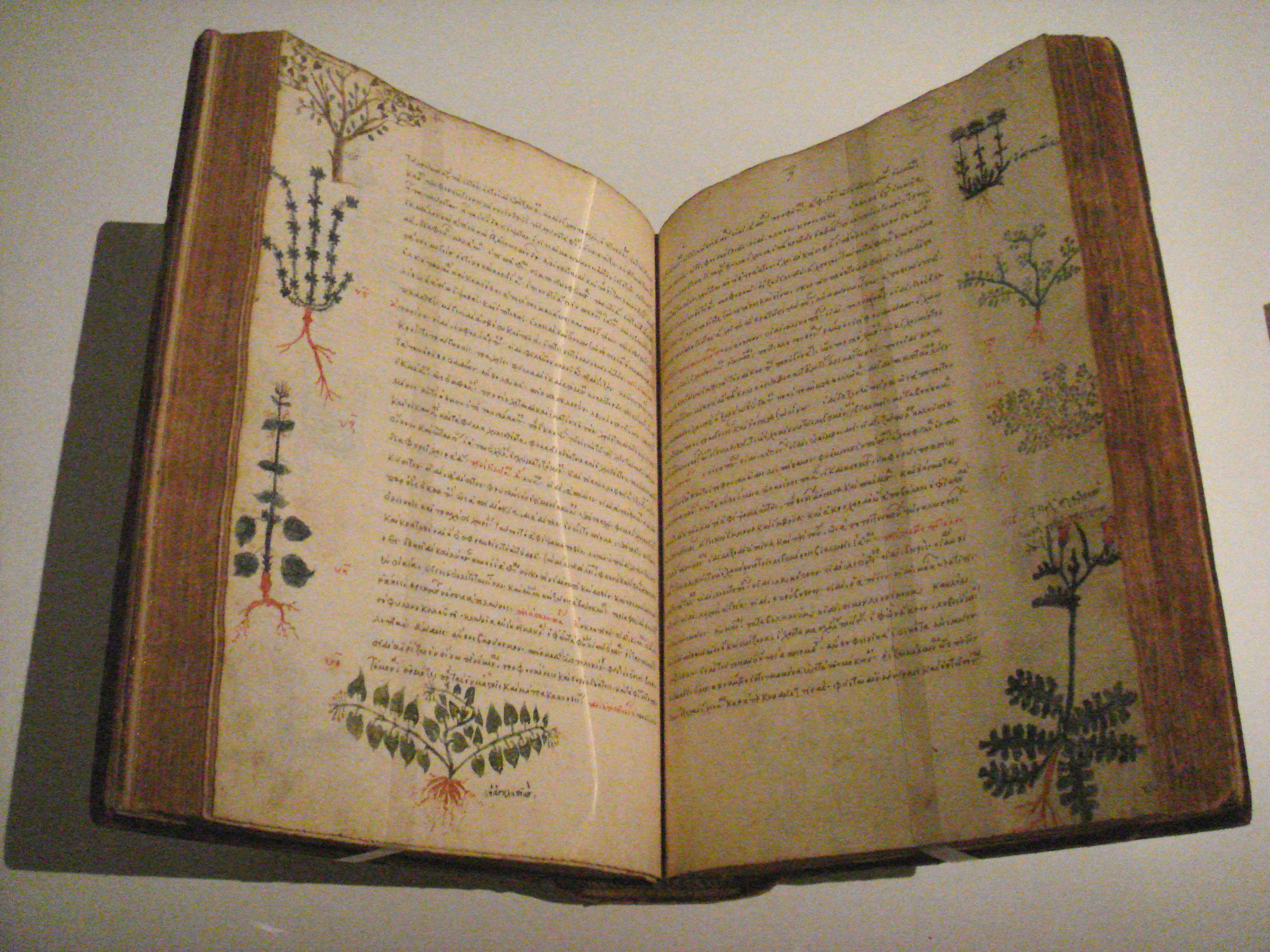
公元15世紀在拜占庭出版的藥物論，原作者即迪奥斯科里德斯。

迪奥斯科里德斯在公元60年至78年間:21-22撰寫的《藥物論》，共有五卷，書中涵蓋600多種植物，並創造出藥物（藥物論）這個名詞。這部作品是許多中世紀文獻的基礎，並在伊斯蘭黃金時代（公元8到13世紀）被許多中東地區的科學家作為基礎，而發展出日後的阿拉伯藥學著作。:21-22

### 亞洲
已知最早的中文藥物作品是《神農本草經》，在公元1世紀的漢朝時編纂，傳說是神話人物神農氏所作。被發現在公元前168年陪葬在馬王堆漢墓的《五十二病方》手稿，則載有治療某些疾病的處方。
印度傳統醫學中最早的藥物彙編可追溯到公元3或4世紀（源自公元前6世紀左右的妙聞，和妙聞相關的文字作品-為數6卷的Sushruta Samhita）。
在土耳其的以弗所的古代希臘阿斯克勒庇俄斯醫愈神殿遺址中（神殿建築最早始於公元前4世紀），有一個代表藥房的石碑，上面的浮雕，刻有一個三腳架，一個磨藥缽，還有一個杵，都是供醫生使用的器物。以弗所在古希臘以其醫學教學，還有醫學的專業而聞名。
在日本，飛鳥時代（公元538年到710年）的晚期，到奈良時代初期（710年到794年），擔任與現代藥劑師傅功能相似的男性受到極高的尊重。在《大寶令》（701年）中，對於藥劑師傅在社會中的地位有明確的規定，在《養老律令》（718年）中再度敘明一次。這類人在平安時代以前的朝中享有明確的官階；這種安排一直延續到到明治維新（公元1868年）開始為止。在這種穩定的官階體系中，藥劑師傅，甚至是藥劑師傅助理的地位都比醫生，還有針灸師的地位要高。在皇室中，藥劑師傅的地位甚至高過天皇的兩位御醫。

## 中世紀

### 中東
阿拔斯王朝統治下的巴格達（當時為伊斯蘭黃金時代-公元8世紀到13世紀（也有說是到15世紀）之間），首家藥房在公元754年設立，到9世紀，當地的藥房都受到國家的監管。

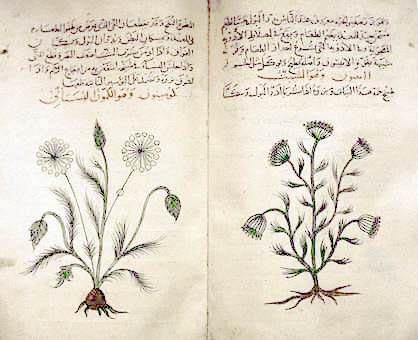
孜然和蒔蘿，圖片來自阿拉伯文有關草藥醫學的書籍（約公元1334年），此書來源為迪奥斯科里德斯的藥物論。

中世紀的伊斯蘭教醫學，由於當時在植物學和化學大有進展，也促成藥理學的大幅進步。例如，拉齊（生卒年公元865年和915年）致力促進化合物作醫學用途。 宰赫拉威（生卒年936年和1013年）率先透過升華和蒸餾方法製藥。他的一部著作被翻譯為拉丁文（書名為Liber servitoris ），這部作品甚為有名，因為它把配方提供給讀者，並解釋如何調製"簡單原料"，再進一步組合成通用的複方藥物。但是Sabur Ibn Sahl（卒於869年）才是首位撰寫藥典，記載各式藥物和療法的醫生。 比魯尼（生卒年973年和1050年）則撰寫名為Kitab al-Saydalah（《藥物之書》）的著作（一部重要的伊斯蘭藥理學著作），他在書中把藥物性質詳細敘明，並把藥物的功能和作用，以及藥劑師的職責作概述。伊本·西那（西方則用Avicenna之名稱呼他）也對700多種製劑的性質、作用方式、和適應症作描述，他的著作《醫典》專門研究簡單藥物，著作內容包含當代伊斯蘭世界的醫學知識，而這些知識則受到古羅馬醫學、古伊朗醫學、中醫學、和阿育吠陀（印度醫學）的影響。馬里迪尼，以及伊本·瓦菲德（生卒年1008年和1074年）的著作也有重大影響，他們著作翻譯為拉丁文後，再版超過五十次，馬里迪尼使用筆名Mesue the Younger撰寫《通用和特殊藥物（De Medicinis universalibus et particularibus）》，而伊本·瓦菲德則用Abenguefit的筆名撰寫《簡單的應用（Medicamentis Simplicibus）》。13及14世紀的義大利學者阿巴諾（生卒年1250年和1316年）翻譯馬里迪尼的作品，並以《 De Veneris》為標題增補內容。在10世紀的波斯醫生 木瓦法克在藥學也有開創性的貢獻。他著作中的《藥物真正性質的基礎（ The Foundations of the True Properties of Remedies）》對三氧化二砷（即砒霜）有描述，並熟悉原硅酸的性質。他明確把碳酸鈉和碳酸鉀區分開，並提請世人注意銅化合物（尤其是硫酸銅）和鉛化合物的毒性。他還描述從海水獲取蒸餾水供飲用的事。

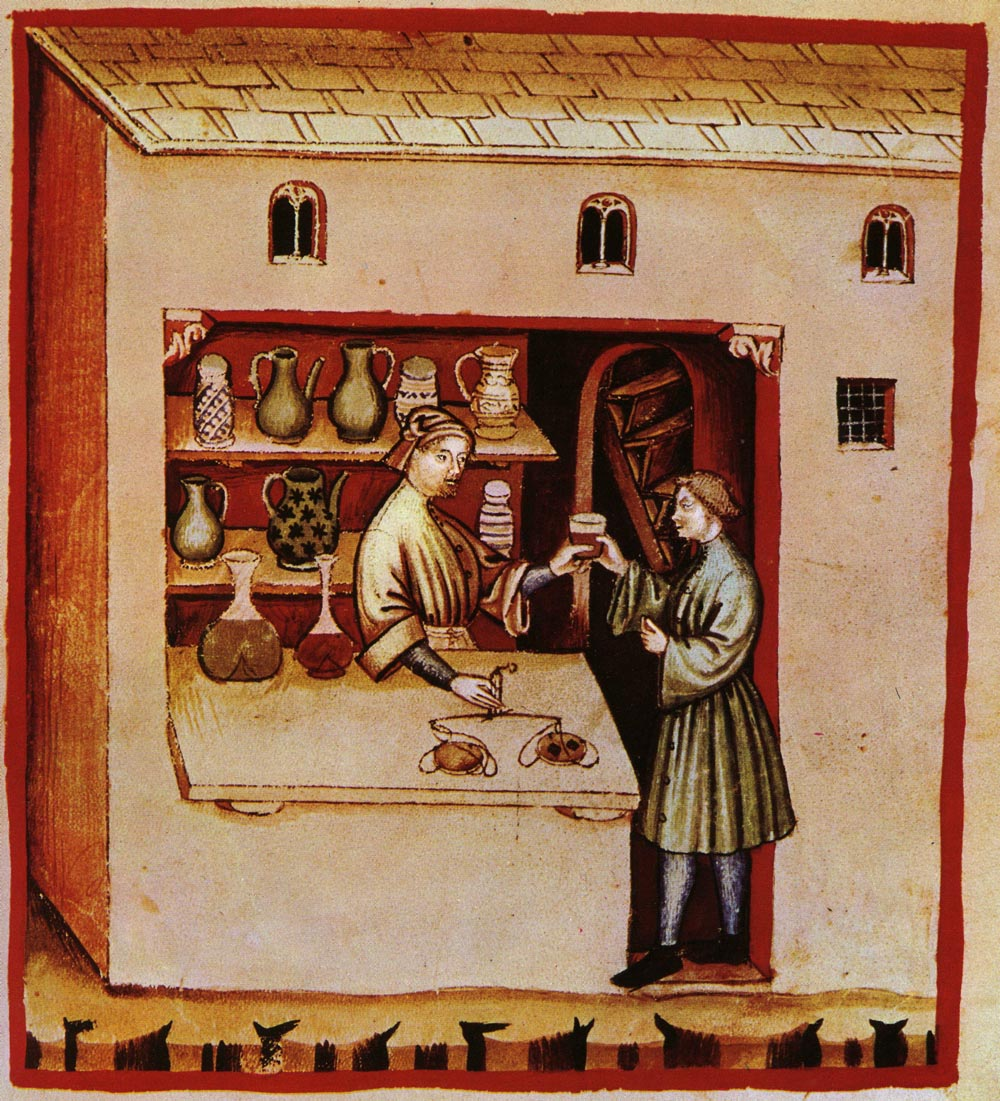
在中世紀的14世紀，義大利出版附有插圖的健康全書。

### 歐洲

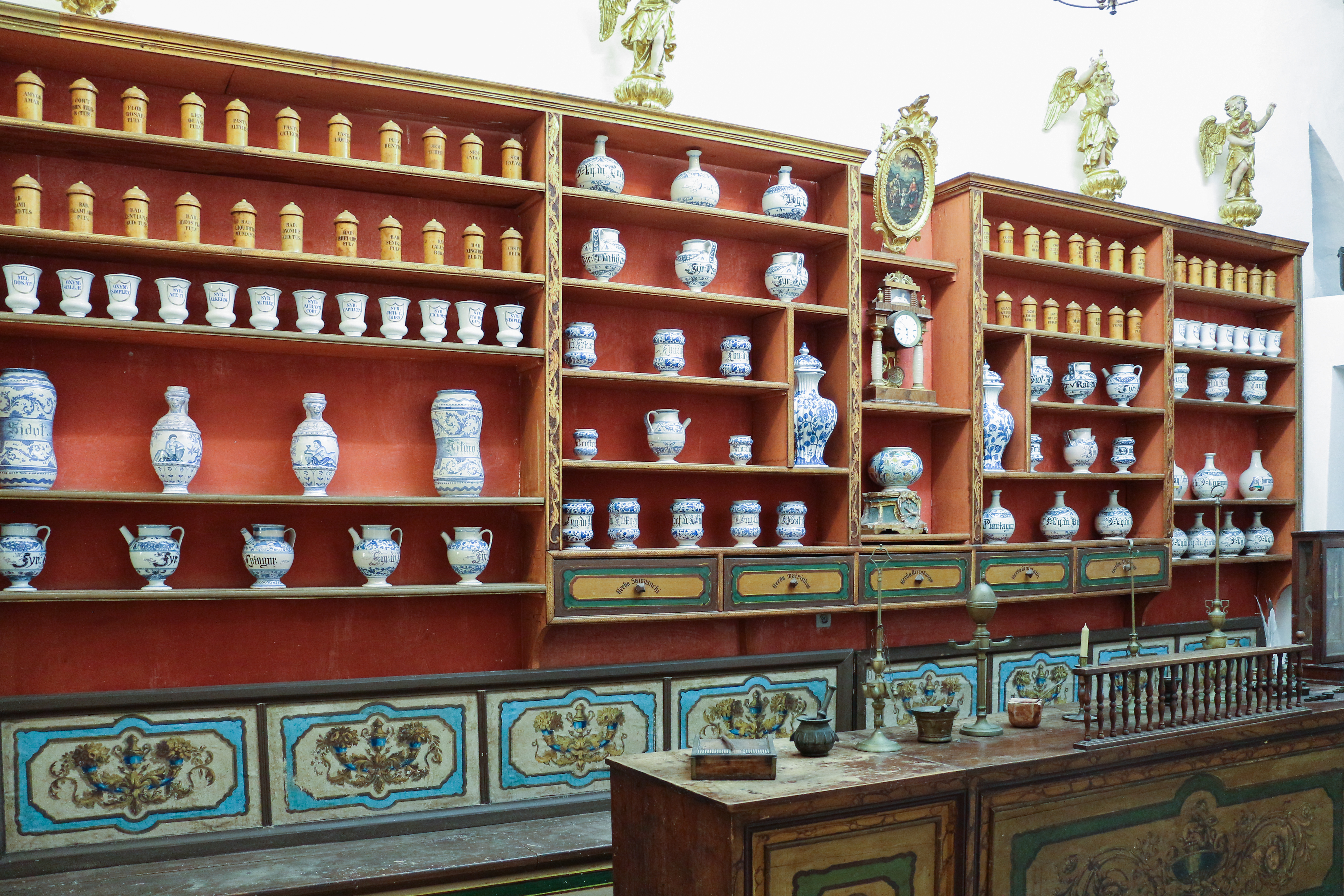
在克羅地亞杜布羅夫尼克方濟各會修道院內的藥房（相片展示的為古老藥房的遺留部分）。

西羅馬帝國在5世紀滅亡後，由於希臘醫學文獻喪失，又墨守成規，歐洲的醫學因之衰落，但在義大利南部的薩萊諾一帶仍由拜占庭所控制，並在當地建有一所醫院以及醫學院，兩者在11世紀享有崇高的聲譽。:30
在11世紀初期，一位在薩萊諾名為Constantinos Africanus的學者把許多阿拉伯語書籍翻成拉丁文，推動從古希臘希波克拉底的醫學方法，轉向古羅馬醫學家及哲學家蓋倫（生卒年129年和200年）所倡導，以藥物為主的的療法。:30中世紀歐洲的僧侶通常不諳希臘語，在Constantinos Africanus開始翻譯阿拉伯語書籍之前，只有老普林尼等的拉丁文字作品可用。:30此外，由於中世紀的伊比利亞半島（請參考安達魯斯）由穆斯林統治，阿拉伯醫學也甚為普遍。:30
到15世紀，印刷機的發明促成醫學教科書和配方廣為流傳； Antidotarium Nicolai是第一部由印刷機印出的藥物配方。:30
在歐洲，類似藥房的商店在12世紀開始出現。 在1240年，神聖羅馬帝國的腓特烈二世下令，醫師和藥劑師分開為不同的職業。:30
在1317年，一間方濟各會修道院內的藥房成立（位於今日克羅地亞杜布羅夫尼克）。
。愛沙尼亞塔林的市政廳藥房最晚應該是在1422年開業，是世上歷史最久，仍繼續在原址營運的藥房。
比利時城市布魯日的市議會在1683年通過法律，禁止醫生為患者配藥，藥學開始走向專業化。
據稱，最古老的藥房在1221年成立於義大利佛羅倫斯的新聖母大殿，原址現有一座香水博物館。在中世紀成立的伊斯提夫藥房，位於普奇塞達附近的利維亞（一塊屬於西班牙的飛地，被法國領土包圍），現在則是一座博物館，保存有16和17世紀留下，被稱為阿爾巴雷洛的陶製藥罐、舊處方書、和古董藥物。佛羅倫斯也是第一個官方藥典（稱為“新接受藥”（Nuevo Receptario））的發源地，當時所有藥房都用這部藥典用作為指南。
存在於5到18世紀的威尼斯共和國是世界上第一個實行現代衛生政策的國家，要求藥物的性質必須公開。導致當時總共有有13個私人或家族的秘方出售給威尼斯共和國政府。

## 工業化製藥
製造工藝到1800年代越形進步。在1880年代後期，德國染料製造商已經把由焦油和其他礦物提煉出的個別有機化合物，將之純化的技術臻於完善，並且建立起有機合成製造業的雛形。

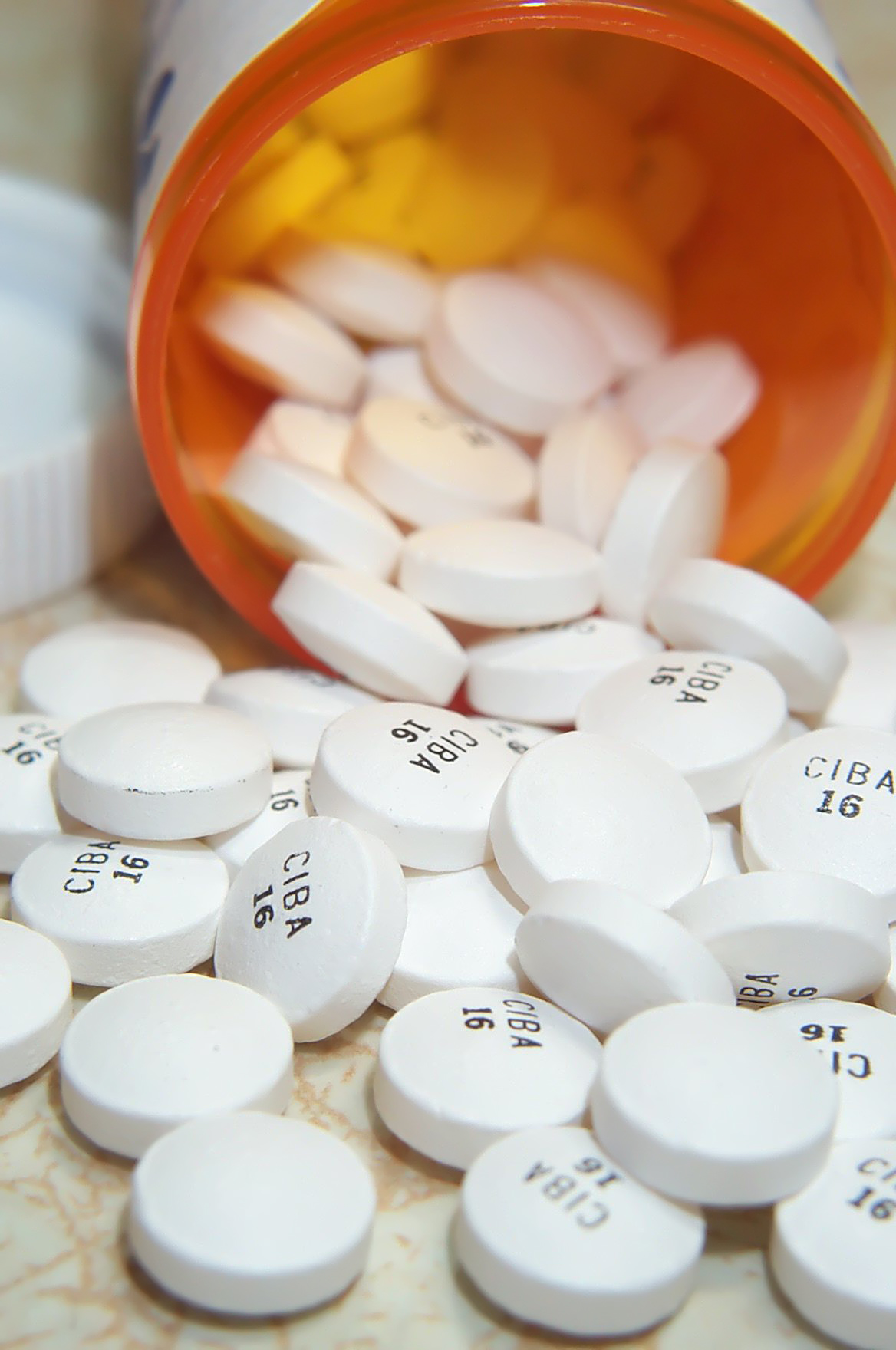
用於治療注意力不足過動症的派醋甲酯（商品名Ritalin）錠劑

水合氯醛在1869年被用作睡眠輔助劑和鎮靜劑。氯仿（又稱哥羅芳）
在1847年首次被當作麻醉藥使用。
吩噻嗪的衍生物對醫學各方面都有重要影響，首先是亞甲藍，它在1876年由苯胺合成，最初用作染料。吩噻嗪被用作抗瘧藥、消毒藥水、和驅蟲藥，一直用到1940年為止。氯丙嗪在1950年被發現（用作抗精神病藥），引發"精神藥理學革命"。
美國藥師學會於1852年成立，成立的主要目的是提升藥劑師在患者護理方面的功能，促進職涯發展，分享有關用具和資源的資訊，同時提高人們對藥劑師在病人照護的角色以及貢獻方面的認識。 
加拿大的藥理學家弗雷德里克·班廷和生物化學家查爾斯·赫伯特·貝斯特透過在狗身上的實驗，証明胰島素有降低血糖的功能，他們的發現導致另一位加拿大同胞詹姆斯·科利普完成胰島素的純化，用於人體測試，這些發展大幅改變治療糖尿病的方式。
英國生物學家亞歷山大·弗萊明在1928年發現一種能殺死細菌的真菌之後，開發出世界上第一種抗生素-青黴素。 

## 外部連結
- 维基共享资源上的相關多媒體資源：藥學史